# Гамов, Павел
Павел Гамов (швед. Pavel Gamov; род. 20 ноября 1989, Москва) — шведский политик русского происхождения, депутат Риксдага Швеции от партии «Шведские демократы» (до ноября 2017).

## Биография
Родился 20 ноября 1989 года в Москве. Проживает в Упсале, иммигрировал в Швецию в двухлетнем возрасте.

## Политическая деятельность
Гамов был в своё время главой фракции Шведских демократов в городском совете, районном совете, а также членом губернского совета лена Уппсала и лидером партийной фракции в муниципальном собрании Упсалы. В Парламенте Швеции с 2014 года.
8 июля 2014 года стараниями Гамова Административный суд Упсалы отменил повышение квоты на приём беженцев с 350 до 500 человек: решение своевольно принял муниципальный комитет по вопросам образования и рынка труда во главе с Мухаммедом Хасаном.

## Скандалы

### Контакты с национал-демократами
В мае 2014 года Гамов обнаружил, что партия Шведских демократов вела тайные переговоры с Национальными демократами о возвращении смертной казни. Гамов написал несколько статей в газету Nationell Idag на эту тематику. В одной из статей газет он критически отозвался о дочери Моны Салин, которая вышла замуж за уроженца Африки, и назвал её поступок «глупостью».

### Поездка в Россию и изгнание из партии
В сентябре 2017 года Гамов приехал в Москву вместе со своей коллегой из партии и журналистом Чангом Фриком из правопопулистской газеты Nyheter Idag. Гамов присутствовал на правах иностранного наблюдателя 10 сентября в Единый день голосования и следил за ходом выборов в Московской области. Поступило сообщение, что поездку Гамова финансировал председатель Комитета Госдумы по международным делам Леонид Слуцкий, внесённый в санкционный список США и Евросоюза за поддержку использования российских вооружённых сил в Украине и поддержку аннексии Крыма. Гамов же заявил, что его финансировала польская организация.
Фрик написал в статье, что факт финансирования поездки Гамова из России был слишком очевиден, а также добавил, что Гамов стал домогаться к своей коллеге по партии, несколько раз на неё накричав и грубо выразившись. Один такой инцидент, по словам Фрика, произошёл среди ночи, и охранникам гостиницы пришлось силой оттащить Гамова от коллеги. После этого лидер партийной группы Маттиас Карлссон потребовал от Гамова покинуть партию, что тот и сделал, однако заявил, что не уйдёт из Парламента..

## Личные убеждения
В интервью Гамов заявлял, что хочет добиться победы Шведских демократов на ближайших выборах и заполучить достаточное число голосов избирателей для как минимум 30% мест в Риксдаге. Критически относится к участию граждан иностранного происхождения в выборах в Швеции. Не поддерживает вступление Турции и Украины в Евросоюз, считая, что это ослабит демократию.